# Josette Day
Josette Noëlle Andrée Claire Dagory, nota in arte come Josette Day (Parigi, 31 luglio 1914 – Parigi, 27 giugno 1978), è stata un'attrice francese.

## Biografia
Josette Day (anagraficamente Josette Noëlle Andrée Claire Dagory) iniziò la sua carriera di attrice cinematografica nel 1919, all'età di 5 anni, con il cinema muto e subito dopo, dall'età di 9 anni, ebbe una formazione di petit rat presso l'Opéra di Parigi.
Nel corso degli anni trenta girò numerosi film.
Nel gennaio 1939 incontrò Marcel Pagnol, del quale divenne la compagna fino al 1944. Ella girò con lui, che allora era proprietario di studio di cinema, produttore e regista, Monsieur Brotonneau, Patrizia, con Raimu e Fernandel, La Prière aux étoiles (film incompiuto), Arlette et l'Amour, ecc.
Nel 1942, Marcel Pagnol rivende i suoi studio a Gaumont, ma ne rimane direttore di produzione e si riconverte alla coltura di garofani a La Gaude, tra Grasse e Nizza, fino all'inizio del 1944, momento della loro separazione.
Nel 1946 Josette recita nel suo ruolo più famoso, quello della bella nel film La bella e la bestia di Jean Cocteau e René Clément con Jean Marais.
Pone fine alla sua carriera di attrice nel 1950, all'età di 36 anni, per sposare un ricco uomo d'affari belga, Maurice Solvay, e si dà alle opere di beneficenza.
Il 23 aprile 1974, Paul Morand scrive i propri ossequi a Marcel Pagnol sul suo giornale:
((FR) Paul Morand, Journal inutile (1968-1976), Cahiers de la NRF, 2013,  p. 235.)

## Filmografia

### Anno 1919
- Âmes d'Orient di Léon Poirier (1919)
- La Pocharde di Henri Fescourt (1919)

### Anni 1930
- 1931 : Serments d'Henri Fescourt (1931)
- Un bouquet di flirt - cortometraggio - di Charles di Rochefort (1931)
- Trois cœurs qui s'enflamment - cortometraggio - di Charles de Rochefort (1931)
- Le Champion du régiment d'Henry Wulschleger (1932)
- Léon...tout court - cortometraggio - di Jean-Louis Bouquet (1932)
- Allo Parigi, allo Berlino (Allô Berlin ? Ici Paris!) di Julien Duvivier (1932)
- Miss Helyett di Hubert Bourlon e Jean Kemm (1933)
- Le Coucher de la mariée di Roger Lion (1933)
- C'était un musicien di Fred Zelnik e Maurice Gleize (1933)
- Les Aventures du Roi Pausole d'Alexis Granowsky (1933)
- Die Abenteuer des Königs Pausole o König Pausole (1933) versione austriaca del film precedente di Alexis Granowsky
- The Merry Monarch (1933), versione inglese del film precedente di Alexis Granowsky
- Il Barbiere di Siviglia (1933) di Hubert Bourlon e Jean Kemm
- Colomba di Jacques Séverac (1933)
- Coralie et Cie di Alberto Cavalcanti (1933)
- Antonia, romance hongroise di Max Neufeld e Jean Boyer (1934)
- L'Aristo di André Berthomieu (1934)
- Aux portes de Paris di Charles Barrois (1934)
- Les Filles de la concierge di Jacques Tourneur (1934)

- Mam'zelle Spahi di Max de Vaucorbeil (1934)
- N'aimer que toi di André Berthomieu (1934)
- Bibi-la-Purée di Léo Joannon (1935)
- Una ragazza intraprendente (Une fille à papa) di René Guissart (1935)
- Jeunesse d'abord di Jean Stelli e Claude Heymann (1935)
- Cesare e Lucrezia Borgia (Lucrèce Borgia) di Abel Gance (1935)
- Son Excellence Antonin di Carlo Felice Tavano (1935)
- La Sonnette d'alarme di Christian-Jaque (1935)
- Ragazze sole (Club de femmes) di Jacques Deval (1936)
- La Flamme di André Berthomieu (1936)
- L'uomo del giorno (L'Homme du jour) di Julien Duvivier (1936)
- Sotto il sole di Parigi (Ménilmontant) di René Guissart (1936)
- Messieurs les-ronds-de-cuir di Yves Mirande (1936)
- Monsieur Bégonia di André Hugon (1937)
- Sœurs d'armes di Léon Poirier (1937)
- Accordo finale (Accord final) di Ignacy Rosenkranz (1938)
- Notte fatale (Le Patriote) di Maurice Tourneur (1938)
- Se fossi re (Éducation de prince), di Alexandre Esway (1938)
- Il giro del mondo (Les Cinq Sous de Lavarède) di Maurice Cammage (1939)
- Monsieur Brotonneau di Alexandre Esway (1939)

### Anni 1940
- Patrizia di Marcel Pagnol (1940)
- La Prière aux étoiles di Marcel Pagnol – Film rimasto incompiuto - (1941)
- La Croisée des chemins di André Berthomieu (1942)
- Voglio sposare mia moglie (Arlette et l'Amour) di Robert Vernay (1943)
- La bella e la bestia (La Bèlle et la Bête) di Jean Cocteau (1946)
- La Révoltée di Marcel l'Herbier (1947)
- I parenti terribili (Les Parents terribles) di Jean Cocteau (1948)
- Suzanne et son marin (Four days leave / Swiss Tour) di Leopold Lindtberg (1949)

### Anni 1950
- Coriolan - cortometraggio, inedito - di Jean Cocteau (1950)
- L'Amour, Madame di Gilles Grangier – (1951) (solo una breve comparsa)